# Xysticus edax
Xysticus edax är en spindelart som först beskrevs av O. Pickard-Cambridge 1872.  Xysticus edax ingår i släktet Xysticus och familjen krabbspindlar.
Artens utbredningsområde är Israel. Inga underarter finns listade i Catalogue of Life.